# Атланта Сілвербекс
Атланта Сілвербекс (англ. Atlanta Silverbacks) — футбольний клуб з міста Атланта (США). Заснований у 1994 році. Грає у чемпіонаті NPSL. Протягом своєї історії грав у лігах USL (A-Ліга, USL-1) і у Північноамериканській футбольній лізі — футбольному дивізіоні 2-го рівня США і Канади.
Домашні матчі проводить на Атланта Сілвербекс Парк.
«Атланта Сілвербекс» був одним з клубів, які у 2009 році планували разом створити NASL. З 2011 по 2015 рік клуб провів у цій лізі, останній сезон команда провела під управлінням ліги, не маючи власників. З 2016 року виступає у National Premier Soccer League, що не має професіонального статусу[джерело?]. До цього в цій лізі грала резервна команда «Атланта Сілвербекс».